# دانتيل (مسلسل)
دانتيل مسلسل لبناني من إخراج المثنى صبح، ومن بطولة سيرين عبد النور، ومحمود نصر، وسارة أبي كنعان، وسلوم حداد، وزينة مكي، عرض على قناة أل بي سي وشاهد.نت في عام 2020.

## قصة العمل
تدور أحداث المسلسل حول أحد أصحاب بيوت الأزياء الذي يقع في حب فتاة خياطة تعمل لديه، حيث سيتعرض كل منهما لصراعات متعددة.

## الممثلون
- سيرين عبد النور (ميرنا)
- محمود نصر (يوسف منير)
- سارة أبي كنعان (عليا)
- زينة مكي (نادين)
- سلوم حداد
- نهلا داوود
- نقولا دانيال
- ناتاشا شوفاني
- أنس طيارة
- وسام فارس
- شربل زيادة
- سليم صبري
- تاتيانا مرعب
- هند خضرا
- ساندي فرح حكيم